# Spathiphyllum monachinoi
Spathiphyllum monachinoi G.S.Bunting – gatunek wieloletnich, wiecznie zielonych roślin zielnych z rodzaju skrzydłokwiat, z rodziny obrazkowatych, występujący w południowej Wenezueli, zasiedlający równikowe lasy deszczowe.